# ミンブリー区
ミンブリー区（ミンブリーく、タイ語: เขตมีนบุรี）は、タイ王国バンコク都の行政区の一つ。
この行政区は、時計回りに、クローンサームワー区、ノーンチョーク区、ラートクラバン区、サパーンスーン区、カンナーヤーオ区の5つの行政区に接している。

## 歴史
かつてはミンブリー県であったが、1930 - 1931年の経済危機でバンコクに編入され、ミンブリー区、ラートクラバン区になった。

## 建物・施設等
- 如水館バンコク
- チャトチャック・ウィークエンド・マーケット・2・ミンブリー
- バーンチャン工業団地